# Grotea anguina
Grotea anguina là một loài tò vò trong họ Ichneumonidae.